# Kents Bank
Kents Bank – wieś w Anglii, w Kumbrii, w dystrykcie (unitary authority) Westmorland and Furness. Leży 80 km na południe od miasta Carlisle i 351 km na północny zachód od Londynu. Miejscowość liczy 1623 mieszkańców.